# (9541) Magri
(9541) Magri (1983 CH) – planetoida z pasa głównego asteroid okrążająca Słońce w ciągu 3,28 lat w średniej odległości 2,21 j.a. Odkryta 11 lutego 1983 roku.